# Tyler Lawlor
Pour les articles homonymes, voir Lawlor.
Tyler Lawlor (né le 11 octobre 1972 à Sudbury en Ontario) est un céiste canadien. Lors des Jeux olympiques d'été de 2000 disputés à Sydney il termine neuvième à l'évènement C-2.